# Hans Melchior
Hans Melchior (* 5. August 1894 in Berlin; † 12. März 1984 ebenda) war ein deutscher Botaniker. Sein botanisches Autorenkürzel lautet „Melch.“  

## Leben
Reinhold Franz Hans Melchior wurde als Sohn des Kaufmanns Hermann Heinrich Franz Melchior und seiner Ehefrau Luise Auguste Emma, geborene Bachmann am 5. August 1894 in der Greifswalder Straße 14 in Berlin geboren. Melchior studierte von 1916 bis 1920 Naturwissenschaften und Botanik an der Universität Berlin und wurde 1920 unter Gottlieb Haberlandt und Adolf Engler am Institut für Pflanzenphysiologie zum Dr. phil. promoviert. Anschließend wurde er Englers Assistent am Botanischen Museum Berlin-Dahlem. 1927 wurde er an diesem Institut Oberassistent, 1932 Kustos, 1940 Professor der Botanik und 1955 Wissenschaftlicher Oberrat. Von 1957 bis zu seiner Pensionierung 1959 war er kommissarischer Leiter des Institutes.
Melchior bildete technische Assistenten in der Lebensmitteluntersuchung und Gartenbaulehrlinge in Botanik aus. 1948 erhielt er einen Lehrauftrag für Botanik und mikroskopische Lebensmitteluntersuchungen an der TH Berlin und wurde dort 1953 zum Honorarprofessor ernannt.

## Wirken
Unter seinen zahlreichen Beiträgen für die Taxonomie sind seine Behandlungen der Medusagynaceae, Theaceae, Violaceae und Canellaceae für die zweite Auflage von Die Natürlichen Pflanzenfamilien von Adolf Engler und Carl Prantl, die Publikation als Herausgeber mit Erich Werdermann von Englers Syllabus der Pflanzenfamilien (1954–1964) und als letzter großer Beitrag (mit Hans Kastner) Gewürze. Botanische und chemische Untersuchung (1974). 
Sein Hauptinteresse galt den Violaceae, Theaceae und Bignoniaceae und, besonders in seinen früheren Jahren, der Alpenflora, in die er bei Ausflügen als Student mit Engler eingeführt wurde. Melchior war ein Gründungsmitglied der I.A.P.T. (International Association for Plant Taxonomy) und blieb in dieser Institution bis zu seinem Tod. Zudem war er Herausgeber von fachwissenschaftlichen Zeitschriften und Sammelwerken. 

## Ehrungen
Die Gattung Melchiora Kobuski, Synonym für Balthasaria in der Familie Theaceae, ist nach ihm benannt.